# Carriers at War 1941-1945: Fleet Carrier Operations in the Pacific
Carriers at War 1941-1945: Fleet Carrier Operations in the Pacific est un jeu vidéo de type wargame créé par Roger Keating et Ian Trout et publié par Strategic Studies Group en 1984 sur Apple II et Commodore 64. Le jeu propose six scénarios basé sur des évènements de la Seconde Guerre mondiale : la bataille de Pearl Harbor, la bataille de la mer de Corail, la bataille de Midway, la bataille des Salomon orientales, la bataille des îles Santa Cruz et la bataille de la mer des Philippines. Il permet également de créer ses propres scénarios,. 
Le jeu bénéficie d'un remake, Carriers at War, publié en 1992 sur MS-DOS.

## Système de jeu
Carriers at War est un wargame qui simule des combats navals dans l’océan Pacifique pendant la Seconde Guerre mondiale. Le jeu propose six scénarios qui simulent notamment l’attaque de Pearl Harbor, la bataille de la mer de Corail, la bataille de Midway, la bataille des Salomon orientales, la bataille des îles Santa Cruz et la bataille de la mer des Philippines. Le joueur commande une flotte de guerre et doit utiliser les forces à sa disposition –aviations, porte-avions et navires de surface – pour prendre l’avantage sur son adversaire. Il peut visualiser le champ de bataille à différentes échelles. Une carte stratégique lui permet ainsi d’avoir une vision d’ensemble des combats alors que des cartes plus détaillées lui permettent de contrôler directement ses navires et avions. Les navires et les porte-avions sont regroupés en détachements auxquels le joueur peut donner des ordres de mouvements et de formation. À partir des porte-avions, il peut envoyer des avions effectuer des missions de reconnaissance, d’escorte ou d’attaque.

## Développement
Carriers at War est le deuxième jeu développé par le studio Strategic Studies Group fondé par Ian Trout et Roger Keating en 1982. Il fait suite à Reach for the Stars, publié en 1983 sur Apple II et Commodore 64. Avec 60 000 copies vendues, celui-ci se révèle très profitable et permet au studio de partir sur de bonnes bases pour développer leur titre suivant. Pour celui-ci, Roger Keating utilise les mêmes techniques de programmation que pour son prédécesseur. Il le programme ainsi en langage machine, ce qui lui permet de passer outre aux limitations de l’Apple II, en libérant de la mémoire vive, mais aussi de faciliter son adaptation sur Commodore 64. Le jeu est publié en 1984 et son succès commercial dépasse celui de Reach for the Star. Cela permet au studio de se développer, en recrutant notamment John Gleason et Eric Baker, et de continuer à programmer de nouveaux wargames.

## Accueil
| Carriers at War 1941-1945 |      |       |
| Média                     | Nat. | Notes |
| Computer and Video Games  | US   | 3/10  |
| Tilt                      | FR   | 5/6   |